# Autoryzowany doradca
Autoryzowany Doradca – firma inwestycyjna lub inny podmiot świadczący usługi związane z obrotem gospodarczym wpisany na listę Autoryzowanych Doradców (na dzień 27 kwietnia 2010 r. lista zawierała 68 podmiotów), będący jednym z głównych stron procesu wprowadzania spółki na rynek NewConnect.

## Warunki wpisania na listę Autoryzowanych Doradców
O wpisanie na listę Autoryzowanych Doradców decyduje organizator Alternatywnego Systemu Obrotu, czyli Zarząd Giełdy Papierów Wartościowych w Warszawie. Podmiot ubiegający się musi spełniać następujące warunki:
- funkcjonuje jako firma inwestycyjna lub inny podmiot świadczący usługi związane z obrotem gospodarczym, w tym doradztwo finansowe, doradztwo prawne lub audyt finansowy;
- daje Organizatorowi rękojmię prawidłowego wykonywania zadań Autoryzowanego Doradcy;
- złożył pisemny wniosek (wzór określa Organizator Alternatywnego Systemu).

## Rola Autoryzowanego Doradcy
Autoryzowany Doradca zobowiązany jest do:
- sporządzenia oraz zatwierdzenia Dokumentu Informacyjnego emitenta ubiegającego się o wprowadzenie do obrotu na alternatywnym systemie;
- nadzór nad procesem przygotowywania spółki do debiutu, w tym nadzór na innymi doradcami biorącymi udział w tworzeniu Dokumentu Informacyjnego (kancelarią prawną, kancelarią biegłego rewidenta, agencją PR itp.);
- współdziałania z emitentem w zakresie wypełniania przez niego obowiązków informacyjnych (określonych w Regulaminie Alternatywnego Systemu Obrotu[2]);
- wsparcie udzielane emitentowi (przez okres min. 12 miesięcy po ofercie), bieżące doradzanie emitentowi.

## Obowiązki Autoryzowanego Doradcy
- każdego roku do 15 stycznia (poczynając od 15 stycznia 2008) Autoryzowany Doradca przekazuje Organizatorowi Alternatywnego Systemu sprawozdanie za poprzedni rok kalendarzowy, zawierające informacje dotyczące działań przeprowadzonych w danym okresie sprawozdawczym.